# Ubangi-Šari

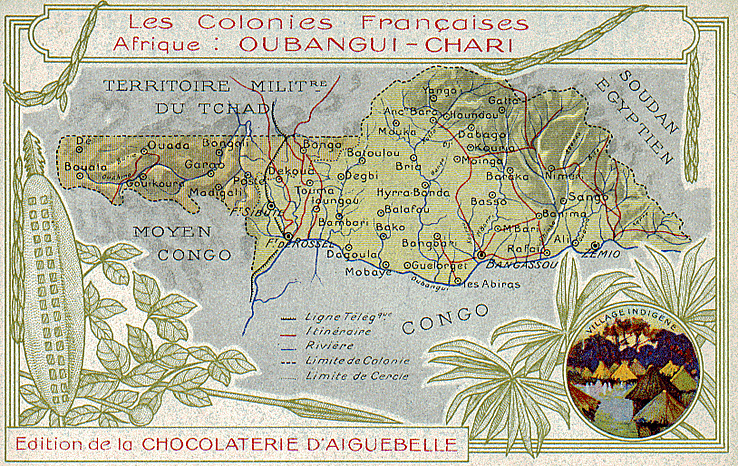
Mapa Ubangi-Šari z roku 1910.

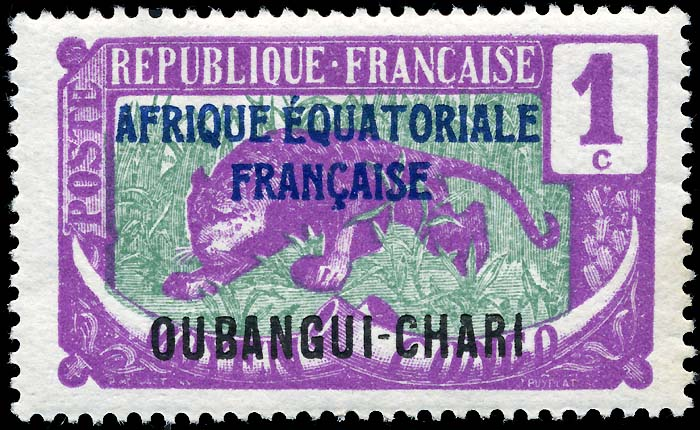
Známka s přetiskem

Ubangi-Šari byla francouzská kolonie, která byla částí dnešní Středoafrické republiky. Založena byla v roce 1894 a zanikla v roce 1960.
V roce 1889 byla na místě dnešního hlavního města Středoafrické republiky Bangui vytvořena francouzská základna, která byla o pět let později vyhlášena kolonií. I když až do roku 1903, kdy byly poraženy egyptské jednotky, nebylo možné nad územím zřídit koloniální správu. Od roku 1906 se součástí kolonie stala i část území dnešního Čadu. V roce 1910 byla kolonie začleněna do Francouzské rovníkové Afriky pod názvem Ubangi-Šari-Čad.